# Justinian von Adlerflycht
Freiherr Justinian von Adlerflycht (* 30. Januar 1761 in Frankfurt am Main; † 20. Januar 1831 ebenda) war ein deutscher Richter.

## Leben
Adlerflychts Urgroßvater Christopher Björkman kam 1689 als schwedischer Gesandter und Statthalter des Herzogtums Zweibrücken im 17. Jahrhundert nach Frankfurt am Main und wurde 1691 mit dem Familiennamen Adlerflycht geadelt. Die Eltern von Justinian von Adlerflycht waren Johann Christoph von Adlerflycht und Susanna Maria geb. von Günderrode. Seit 1755 gehörte die Familie der Ganerbschaft Alten Limpurg an.
Adlerflycht studierte an der Universität Leipzig Rechtswissenschaft. Er heiratete 1797 die Malerin Elisabeth von Riese. Als Gesandter vertrat er das Kurfürstentum Hessen beim Kurrheinischen Reichskreis und beim Oberrheinischen Reichskreis; durch die französische Invasion und die Aufhebung der Reichsverfassung verlor er aber 1806 diesen Posten. 1808 trat er in das Oberappellationstribunal des Großherzogtums Frankfurt ein. Nach der Wiederherstellung der Freien Stadt Frankfurt saß er 1816–1819 im Senat der Freien Stadt Frankfurt, von 1819 bis zu seinem Tod als Schöffe. 1821–1829 war er mit Unterbrechungen zugleich Mitglied der Gesetzgebenden Versammlung von Frankfurt.

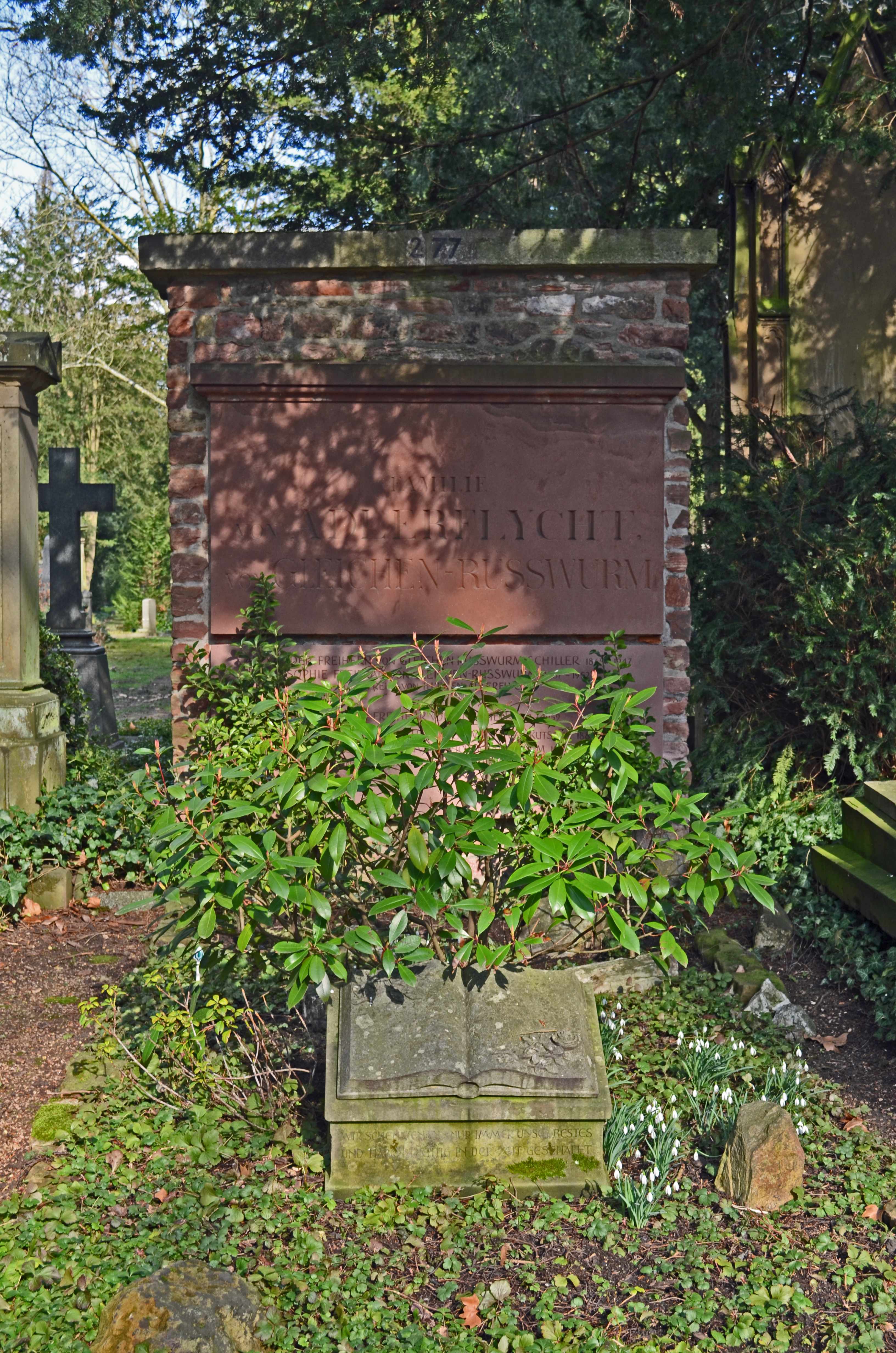
Adlerflychts Grab

1824–1832 (postum) erschien sein Opus magnum, die fünf Bände zum Privatrecht. Die ersten vier  Bände beschreiben das auf dem Römischen Recht basierende Personen- und Sachenrecht. Der fünfte Band, wenige Tage vor Adlerflychts Tod abgeschlossen, behandelt das Frankfurter Zivilprozessrecht. Adlerflychts Werk blieb bis zum Ende der Freien Stadt 1866 das Standardwerk zur Rechtsgeschichte von Frankfurt am Main. Er starb kurz vor seinem 70. Geburtstag. Sein Grab befindet sich auf dem Frankfurter Hauptfriedhof.

## Erinnerung
Von Adlerflycht sind keine Porträts bekannt. Als sein Bruder Carl Friedrich Christian von Adlerflycht 1835 starb, erlosch die männliche Linie der Familie. Adlerflychts Tochter Luise heiratete Conrad Christoph von Thienen. Um den Namen von Adlerflycht zu erhalten, erhielten sie den Namen Thienen-Adlerflycht.
In seiner Heimatstadt tragen eine Straße und ein Platz in Frankfurt-Nordend, zwischen Oeder Weg und Eckenheimer Landstraße, den Namen seiner Familie. Von 1876 bis 1932 gab es dort noch die Adlerflychtschule, eine höhere Realschule mit Vorschule. 

## Werke
- Systematisch zusammengestellte Monita zu der auf Verordnung Eines Hochedeln Raths gedruckten Darstellung und Inbegriff der Verfassung der freyen Stadt Frankfurt, oder Project einer Ergänzungsacte zu der alten Frankfurter Staatsverfassung, nach Erforderniß der gegenwärtigen Verhältnisse. Brönner, Frankfurt am Main 1816.
- Das Privatrecht der freien Stadt Frankfurt. In systematischer Ordnung vorgetragen. Brönner, Frankfurt am Main 1824–1832.

Theil 1/2, 1824 Digitalisat des MPIER. Theil 3/4, 1824 Digitalisat des MPIER. Theil 5, 1832: Der Civilprozess der freien Stadt Frankfurt. In systematischer Ordnung vorgetragen.